# Fernando López de Villaescusa
Fernando López de la Orden, más conocido como Fernando López de Villaescusa (m. 13 de junio de 1460) fue un eclesiástico castellano que ocupó los cargos de obispo de Coria y obispo de Segovia.
Tras pasar por la Diócesis de Coria, y siendo tesorero de la Iglesia de Segovia, fue nombrado para gobernar la diócesis. Residió además en la corte de Enrique IV de Castilla, de quien fue capellán mayor.
| Predecesor: Alonso Enríquez de Mendoza | Obispo de Coria 30 de enero de 1455 – 18 de marzo de 1457  | Sucesor: Íñigo Manrique de Lara |
| Predecesor: Luis Osorio de Acuña       | Obispo de Segovia 18 de marzo de 1457 – 6 de junio de 1460 | Sucesor: Juan Arias Dávila      |